# Joe Ryan
Joe Ryan (San Francisco, California, 5 de junio de 1996) es un jugador profesional estadounidense de béisbol que se desempeña en la posición de lanzador en Minnesota Twins, equipo de las Grandes Ligas de Béisbol (MLB).

## Carrera
Fue seleccionado en la séptima ronda en el Draft de la MLB de 2018. En 2021 hizo su debut profesional con el equipo Minnesota Twins, donde lleva jugando cuatro temporadas.